# 氷河湖
氷河湖（ひょうがこ、英語: glacial lake）とは、氷河および氷河作用に関係し形成された湖のことである。

## 分類
氷河湖には、氷河消耗域表面の融解により形成されたもの、氷河前面に形成され氷河の氷体と接することで形成されたもの（氷河前縁湖）、氷河の前進時に河川をせき止めることで形成されたものなどがある。

## 分布
日本にはU字谷に淡水が入り込んでできた氷河湖の例はない（氷河によって運ばれた岩石（モレーン）によってせき止められた湖としては豊似湖がある）が、ヨーロッパやアメリカ大陸などには氷河湖が多く存在し、代表的なものにボーデン湖などがある。アメリカ大陸の五大湖も全て氷河湖である。
フィンランドでは氷河湖が多く見られる。

## 災害
氷河前縁湖において、モレーンが決壊し洪水や土石流が発生することがあり、これを氷河湖決壊洪水という。
ヒマラヤ山脈では、多くの氷河湖が形成され、地球温暖化の影響で夏に雪が降らず、雨が降ることにより、氷河が縮小し、氷河湖の貯水量が増える傾向があると指摘されており、その危険性が指摘されている。
東ネパールのイムジャ氷河のイムジャ湖は最も決壊の危険性が大きい湖として、警戒されている。